# Christine Hartmann

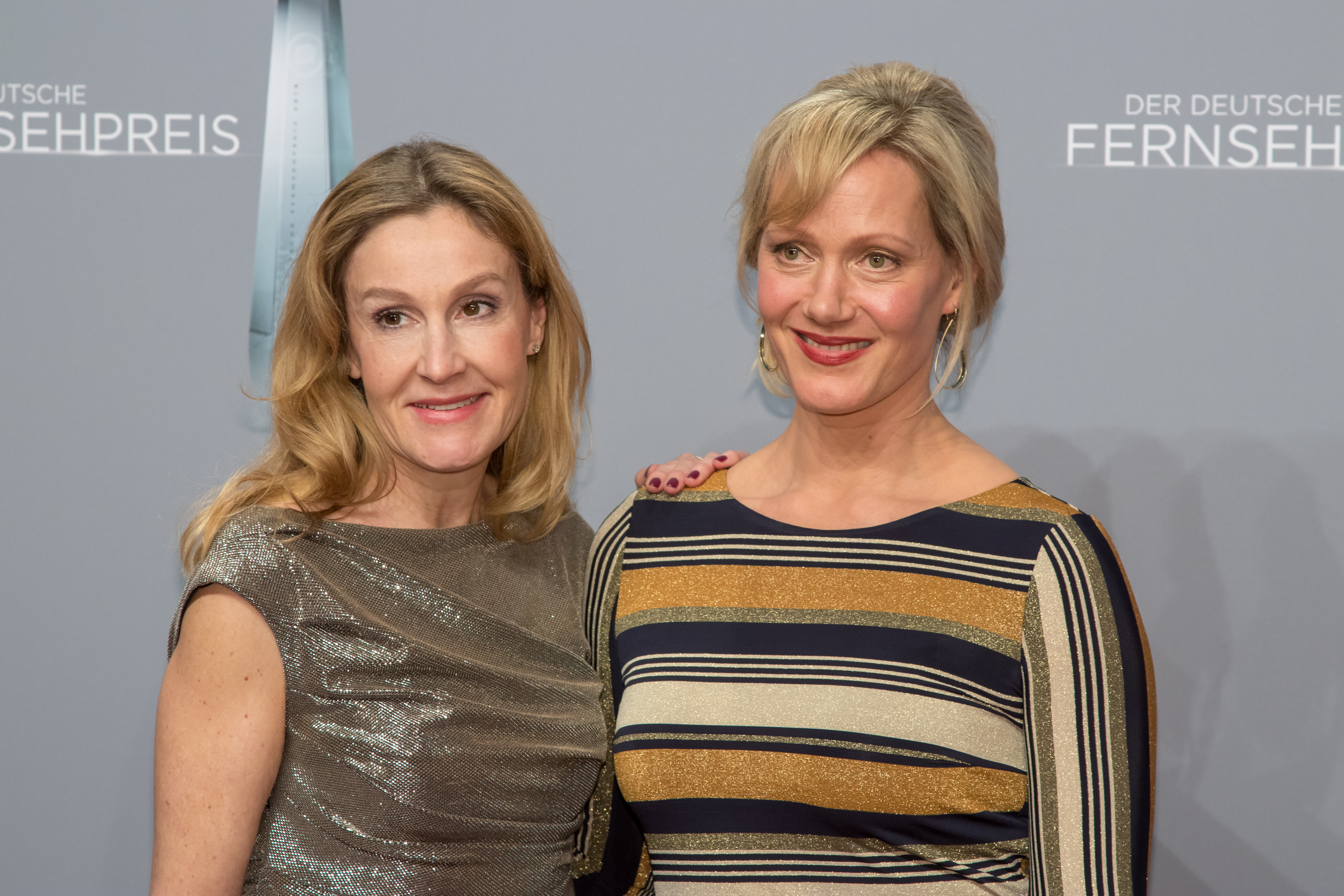
Christine Hartmann (links) mit Anna Schudt, 2018

Christine Hartmann (* 1968 in Landshut) ist eine deutsche Regisseurin und Drehbuchautorin.
Christine Hartmann studierte Theaterwissenschaften in München. Es folgten Seminare bei Marc Travis am American Film Institute und Regieassistenzen. Sie begann als Autorin für die Serie Aus heiterem Himmel und gab ihr Regiedebüt 2001 mit dem Film Es geht nicht immer nur um Sex. Nach zahlreichen Fernseharbeiten führte sie Regie bei dem 2010 erschienenen Kinofilm Hanni & Nanni mit Heino Ferch, Hannelore Elsner, Katharina Thalbach und Anja Kling nach der gleichnamigen Kinderbuchserie von Enid Blyton.
Hartmann ist Mitglied im Bundesverband Regie (BVR).

## Filmografie (Auswahl)
- 2001: Es geht nicht immer nur um Sex
- 2001: Die Tochter des Kommissars
- 2001: Wie buchstabiert man Liebe?
- 2002: Die Eltern der Braut
- 2002: Davon stirbt man nicht
- 2004: Tatort: Schichtwechsel
- 2004: Problemzone Schwiegereltern
- 2005: Tatort: Todesbrücke
- 2005: Die Cleveren – Die Cellistin
- 2005: Die Cleveren – Der Todeskuss
- 2006: Doppelter Einsatz – Rumpelstilzchen
- 2006: Tatort: Dornröschens Rache
- 2006: Polizeiruf 110: Traumtod
- 2006: Polizeiruf 110: Matrosenbraut
- 2009: Wer hat Angst vorm schwarzen Mann?
- 2009: Tatort: Schwarzer Peter
- 2009: Polizeiruf 110: Die armen Kinder von Schwerin
- 2010: Hanni & Nanni (Kino)
- 2010: Tatort: Die Unmöglichkeit, sich den Tod vorzustellen
- 2011: Das dunkle Nest
- 2012: Tsunami – Das Leben danach
- 2012: Frisch gepresst (Kino)
- 2014: Tatort: Türkischer Honig
- 2014: Keine Zeit für Träume
- 2014: Elly Beinhorn – Alleinflug (Buch und Regie)
- 2015: Stralsund – Es ist nie vorbei
- 2017: Ein Schnupfen hätte auch gereicht
- 2018: Tatort: Familien
- 2019: Tatort: Kaputt
- 2019: Club der einsamen Herzen (Buch und Regie)
- 2019: Eine Klasse für sich
- 2020: Charité, Staffel 3, auch Mitarbeit am Drehbuch
- 2022: Tatort: Kehraus
- 2023: Tatort: Geisterfahrt
- 2024: Mein Kind – Moya Ditina